# کارن بروک
کارن بروک (انگلیسی: Karen Burke؛ زادهٔ ۱۴ ژوئیهٔ ۱۹۷۱) یک بازیکن فوتبال زن اهل انگلستان است. وی سابقه عضویت در تیم ملی فوتبال زنان انگلستان را داراست.